# Binét Ágnes
Binét Ágnes (publikációiban férje vezetéknevének kezdőbetűje után: V. Binét) (Budapest, 1920. augusztus 1. – Budapest, 1991. június 19.) pszichológus, klinikai gyermek-szakpszichológus, pszichoterapeuta, mese- és tankönyv szerkesztő.
Binét Ágnes már egész fiatalkorában rendkívüli műveltségre tett szert, sokirányú érdeklődésének, ambiciózusságának és kiváló nyelvtudásának köszönhetően a szakma legnagyobbjaitól tanulhatott (Jean Piaget, Szondi Lipót, Hermann Imre).

## Élete
Kiváló nyelvtudásának köszönhetően pszichológiát Budapesten és Svájcban tanult. A háború kitörése előtt a genfi Jean-Jacques Rousseau Intézetben Piaget közvetlen tanítványa lehetett, majd Budapesten Szondi Lipót tanította. Családja néhány tagját – zsidó származásuk miatt – a II. világháború ideje alatt elhurcolták, de Binét  Ágnes nagyobb atrocitások nélkül vészelte át a holokausztot.
A háború után, 1945 és 1948 között szabad bölcsészetet hallgatott, miközben 1947-től a Mérei Ferenc vezette Fővárosi Gyermeklélektani Intézetbe járt többek között Nemes Líviával és Förster Verával. Itt, a későbbi Országos Neveléstudományi Intézetben, ismerkedett meg férjével, Varga Tamás matematikussal, akitől két gyermeke született: Varga Zsuzsa és Varga György.
A hatvanas években gyermekpszichológusként az MTA Pszichológiai Intézetében, majd rövid ideig a Szél utcai Nevelőotthonban dolgozott.
1968-ban György Júlia alapította a legendás Faludi utcai Pszichoanalitikus Intézet és Pszichoterápiás Szakrendelőt, melyben az angolszász mintát követve komplex, pszichiátriai, pszichológiai és pedagógiai módszerekkel kezelték a gyerekeket. Itt dolgozott a hetvenes években Binét Ágnes gyerekanalitikusként, majd innen ment nyugdíjba 1980-ban. Nyugdíjazását követően még előadásokat tartott, részt vett az International Psychoanalitical Association (IPA) kongresszusain, illetve élete végéig felnőtt pácienseket gyógyított, tanított. A Magyar Pszichoanalitikus Egyesület tanulmányi bizottságának tagja volt.
Hermann Imre életműve nagy hatással volt Binétre, ezt Az ember ősi ösztönei című kötet újrakiadásán való munkálkodása is bizonyítja. Szintén Binét Ágnes nevéhez kötődik Hermann Alice gyűjteményes kötetének A gyermekben érlelődik a jövő kiadását. 
Pszichoanalitikus képzettségét Hermann Imrénél szerezte. Hermann elméleti munkássága - különös tekintettel a megkapaszkodási ösztönre – átgondolásra kerül a Kötődés vagy megkapaszkodás című tanulmányában, amely külföldön is megjelent. Ebben Bowlby kötődéselméletét hasonlítja össze Hermann megkapaszkodási ösztön teóriájával. 
Szakmai pályafutása nem merült ki a pszichológiai munkásságában, 1943-ban Aszódi Évával, a Cserépfalvi által kiadott Versek könyvének szerkesztője volt, valamint az ötvenes években, amikor a pszichológia tiltott volt Magyarországon, tankönyveket és mesekönyveket szerkesztett a Móra Könyvkiadó számára.
Binét Ágnes rövid lefolyású betegsége következtében 1991. június 19-én hunyt el Budapesten.

## Művei szerzőként
- Gyermekjátékok (Budapest, 1947)
- A 3–6 éves gyermek. A gyermek helye otthonában. (társszerzők:Tardos Anna, Varga Domokos, Budapest, 1969)
- Gyermeklélektan (társszerző: Mérei Ferenc, Budapest, 1970)
- Ablak-Zsiráf. Képes gyermeklexikon (Mérei Ferenccel, Budapest, 1971)[3]
- Gyurka számolni tanul; 2., átdolg. kiad.; Móra, Bp., 1978
- Ablak – zsiráf. Képes gyermeklexikon; összeáll. Mérei Ferenc, V. Binét Ágnes, ill. K. Lukáts Kató, Szűcs Erzsébet; 10., átdolg. kiad.; Móra, Bp., 1981
- A nevelés pszichológiai alapjai II. (a szöveggyűjtemény társszerzőjeként, Budapest, 1990)
- Olvasás és a társadalom (társszerzőként Gereben Ferenc és Nagy Attila szöveggyűjteményében- Budapest, 1992)
- A gyermek-pszichoterápia elmélete és gyakorlata I-III. (a szöveggyűjtemény társszerzőjeként, Budapest, 1993)
- Tanulás és fejlesztés (társszerzőként Lukács K. József szöveggyűjteményében- Szekszárd, 1994)

## Egyéb közreműködései
- T. Aszódi Éva, V. Binét Ágnes (szerkesztők): Versek könyve. Nagy magyar költők verseiből kisgyerekek számára (Budapest, 1943)
- Henri Wallon (szerző), V. Binét Ágnes (fordító): A gyermek lelki fejlődése (Budapest, 1958)
- Henri Wallon (szerző), V. Binét Ágnes (fordító): Válogatott tanulmányok (Budapest, 1971)
- Robert Frances, Révész Géza, Frank Barron, Sigmund Freud (szerzők), V. Binét Ágnes (fordító): Művészetpszichológia (Budapest, 1973)
- Karl Bührer, Kurt Lewin, Kurt Koffka, Max Wertheimer (szerzők), V. Binét Ágnes (fordító): Alaklélektan (Budapest, 1974)
- Jean Piaget (szerző), V. Binét Ágnes (lektor): Szimbólumképzés gyermekkorban (Budapest, 1978)
- Alice Hermann (szerző), V. Binét Ágnes (szerkesztő): A gyermekben érlelődik a jövő (Budapest, 1979)
- Sigmund Freud (szerző), V. Binét Ágnes (fordító): Esszék (Budapest, 1982)
- Frank Barron, Ravenna Helson, Révész Géza, David Perkins (szerzők), V. Binét Ágnes (fordító): Művészetpszichológia (Budapest, 1983)
- Hermann Imre (szerző), V. Binét Ágnes (fordító): Az ember ősi ösztönei (Budapest, 1984)

## Díjai
- György Júlia-díj